# Pablo Alfaro
Pablo Alfaro Armengot (Saragozza, 24 aprile 1969) è un allenatore di calcio ed ex calciatore spagnolo, di ruolo difensore.

## Biografia
È laureato in medicina. Nonostante l'aggressività dimostrata durante le partite, fuori dal campo Alfaro fu molto apprezzato come persona.

## Caratteristiche tecniche
Era un difensore centrale molto irruento e difficile da superare. È il giocatore che ha ricevuto più cartellini rossi nella storia del campionato spagnolo di calcio, 27, di cui 18 in Primera División, record a pari merito con Xavier Aguado e Sergio Ramos.

## Carriera

### Giocatore
Cresciuto nel vivaio del Real Saragozza, la squadra della sua città natale, esordì in campionato il 3 settembre 1989 in una partita contro il Rayo Vallecano vinta per 3-0. Nelle sue tre stagioni in Aragona, nonostante la giovane età, fu un titolare insostituibile e giocò più di 100 partite.
Nel 1992 passò al Barcellona. Con la squadra catalana giocò solo 7 partite in campionato e solo una volta restò in campo per 90 minuti. Vinse il campionato, la Supercoppa di Spagna e la Supercoppa UEFA e lasciò il club a fine stagione. Arrivò al modesto Racing Santander e vi restò per tre stagioni.
Nel 1996 si trasferì nella capitale spagnola per giocare con l'Atlético Madrid. Con i Colchoneros giocò 4 partite in Champions League. Al termine della stagione passò al Mérida con cui retrocesse in Segunda División e giocò per altri due anni nella seconda serie. Francisco Herrera Lorenzo, il suo allenatore, per far ricevere meno cartellini rossi al difensore aragonese stabilì che, per ogni espulsione, Alfaro avrebbe saltato tre partite. Alfaro ha dichiarato che questo metodo funzionò.
Nel 2000 passò al Siviglia, sempre in Segunda División. Ottenne subito la promozione in massima serie e restò in Andalusia fino alla stagione 2005-2006, quando il Siviglia vinse la Coppa UEFA.
Dopo essere tornato al Racing Santander, si ritirò nel 2007 all'età di 37 anni.

### Allenatore
Nel 2009 ha allenato il Pontevedra in Segunda División B. Nel 2010 è stato ingaggiato dal Recreativo, squadra della Segunda División, ma è stato esonerato perché gli andalusi non hanno mai vinto nelle prime otto giornate di campionato. Dopo diverse esperienze nel 2019 approda all’Ibiza: nella Segunda División B 2019-2020 la squadra si trova al secondo posto a due punti dall’Atlético Baleares quando il campionato viene fermato a causa del COVID-19 e in estate alla ripartenza viene eliminato al primo turno dei play-off mentre in Coppa del Re era stato eliminato dal Barcellona ai sedicesimi il 22 gennaio 2020 con il risultato di 1-2. Dopo il deludente risultato ai play-off Alfaro viene esonerato.

## Palmarès

### Giocatore

#### Competizioni nazionali
- Supercoppa di Spagna: 1

Barcellona: 1992
- Campionato spagnolo: 1

Barcellona: 1992-1993

#### Competizioni internazionali
- Supercoppa UEFA: 1

Barcellona: 1992

### Allenatore

#### Competizioni giovanili
- Copa Federación de España: 1

Córdoba: 2021